# Бахчеєво
Бахчеєво (рос. Бахчеево) — селище у Семилуцькому районі Воронезької області Російської Федерації.
Населення становить 444 особи. Входить до складу муніципального утворення Стрілицьке міське поселення.

## Історія
Населений пункт розташований у історичному регіоні Чорнозем'я. Від 1925 року належить до Семилуцького району, спочатку в складі Центрально-Чорноземної області, а від 1934 року — Воронезької області.
Згідно із законом від 15 жовтня 2004 року входить до складу муніципального утворення Стрілицьке міське поселення.

## Населення
| 2010 | 2012 | 2013 | 2014 | 2015 | 2016 |
| ---- | ---- | ---- | ---- | ---- | ---- |
| 419  | ↗436 | ↘431 | ↘428 | ↗436 | ↗444 |